# Crime de Lormont

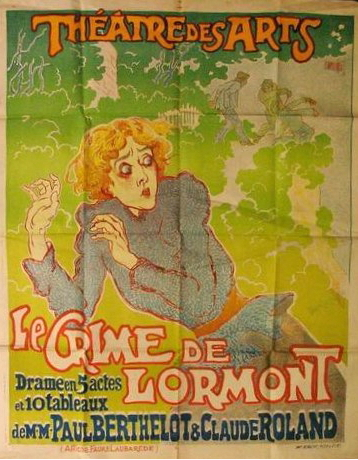
Affiche de théâtre (1898).

Le crime de Lormont est un des faits divers les plus marquants de la fin du XIXe siècle à Bordeaux : l'assassinat crapuleux, le 29 octobre 1875, d'un jeune homme, pour un vol d'environ 40 francs. Baptiste Méry, un jeune ouvrier serrurier, tombe dans un piège tendu par Juliette Garnier, une prostituée de 19 ans. Son amant, Jean-Baptiste Pascal, en compagnie de Jean Bouchaut, égorge Méry sur le chemin du Rouquey (parfois orthographié Rouquet) à Lormont. Pascal est condamné à mort le 11 mai 1876 et guillotiné le 3 juillet 1876. Ses deux complices sont condamnés aux travaux forcés à perpétuité.
L'affaire sort de l'ordinaire en raison de la couverture par la presse locale, la foule présente au procès et lors de l'exécution de l'assassin (devant 25 000 personnes), et la suite réservée à sa tête.
Ce fait divers devient le sujet d'une pièce de théâtre en 1898 et le souvenir de ce crime restera longtemps vivace dans la mémoire des Bordelais.

## Assassinat et arrestations
Le matin du 29 octobre 1875 vers 10 h 30, M. Bonenfant descend du plateau de Lormont par le chemin du Rouquey (ce chemin creux est aussi connu sous le nom de chemin des Amoureux) afin de prendre une gondole à l'embarcadère pour traverser la Garonne et aller à Bordeaux.
| - Chemin du Rouquey (bas). - Chemin de Rouquey (haut). |

Il découvre le cadavre d'un jeune homme au milieu du « chemin des amoureux ». Aujourd'hui[Quand ?] ce chemin, qui passe près des ruines de l'ermitage de Sainte Catherine, est fermé au public à cause du danger des éboulements.
L'homme gît au sol, le crâne fracassé, la gorge tranchée. La tête ne tient au corps que par un lambeau de chair. Il tient encore dans la main gauche un bout de cigare à demi consumé ; près de lui se trouve un parapluie vert. Il n'y a pas de traces de lutte. Ses vêtements sont secs, alors qu'il a plu dans la nuit. Le crime a eu lieu le matin même.
La police trouve sur le cadavre un carnet au nom de Baptiste Méry de Jonzac. La victime est bien identifiée comme étant Baptiste Méry, 18 ans, qui travaille chez ses parents dans un modeste atelier de serrurerie, 20, rue Taillefer, à Jonzac. Il est venu à Bordeaux pour visiter la ville qu'il ne connaissait pas et logeait chez une tante à Bordeaux.
Aimé Roy, gardien de la morgue de Bordeaux, quai de la Grave, expose le corps de Baptiste Méry au public.
L'instruction permet de reconstituer les faits.
Le 30 octobre, Mme Gaston, ayant appris l'existence du crime par les journaux, se rend chez le juge d'instruction et déclare que son neveu, Baptiste Méry, est arrivé chez elle le 26 octobre. Elle l'a vu pour la dernière fois le 28 octobre en début d'après-midi ; il avait bien précisé qu'il rentrerait le soir pour dîner, mais elle ne l'a pas revu. Elle dit aussi que son neveu avait rencontré à Bordeaux Joseph Flaget (un jeune garçon coiffeur), un ami de Jonzac. Ce dernier était dépositaire d'une information capitale : Méry avait renoué, à l'occasion des fêtes d'octobre aux Quinconces, avec une certaine Juliette Jean, dit Garnier, une fille aux mœurs légères, de Jonzac comme lui, et avec laquelle il avait rendez-vous le soir du 28 octobre.
La police n'a aucun mal à retrouver Juliette Garnier. Elle est bien connue des services de police, car elle a été compromise l'année précédente dans une tentative d'assassinat par noyade. Son amant de l'époque, le sieur Mazet, a été condamné à deux ans de prison. Elle est inscrite au registre des filles publiques sous le nom d'Arazza. Juliette Garnier vit à Bordeaux avec sa mère et ses deux sœurs.
Le juge d'instruction interroge la jeune femme. Elle a un solide alibi : elle travaillait ce jour-là, sa patronne peut en témoigner. Juliette Garnier nie tout et, faute d'aveux ou de preuves, le juge doit la relâcher. Mais la veille du crime elle a fait des confidences à une amie, Marie Joubert (« Je suis bien contente, j'ai rencontré à la foire, un pays de Jonzac, qui m'a payé du vin et du gâteau ! ») et cette dernière s'empresse de les rapporter à la police. Juliette Garnier est arrêtée une deuxième fois et, mise en face de ses contradictions, elle finit par avouer le nom de ses deux complices : Jean-Baptiste Pascal et Jean Bouchau dit « le Manchot ».
Pascal est introuvable à Bordeaux, mais Bouchau est arrêté très rapidement. Confrontée à ce dernier, Juliette Garnier le reconnaît, mais se rétracte aussitôt. Jusqu'au procès en mai 1876, elle donne plusieurs versions des faits. Cependant, il est avéré que le lendemain du crime elle s'est rendue à la morgue pour voir le cadavre du jeune homme. Effrayée, elle était allée chez Pascal en l'exhortant à fuir. Il quitte Bordeaux le 1er novembre pour Toulouse, en compagnie d'un dénommé Birolleau .
La presse donne des nouvelles de l'enquête de temps en temps. Puis, le 5 décembre, Pascal est arrêté à Toulouse, à la suite d'une lettre qu'il a envoyée à sa mère. Pascal nie toute implication dans l'assassinat et clame son innocence. Il affirme qu'il était à Bordeaux, en compagnie de son ami Birolleau, au moment du crime.
Ce Birolleau reste introuvable jusqu'au 25 décembre quand il se constitue prisonnier à Jonzac,. Birolleau confirme l'alibi de Pascal. Mais, devant le tribunal en mai 1876, il avoue avoir menti pour aider son ami. Le 17 mai, la Chambre des mise en accusations ordonne qu'une information soit ouverte contre Birolleau pour faux témoignage, mais après des confrontations avec les condamnés aucune charge contre Birolleau n'est retenue.

### Dernier matin de Baptiste Méry
Baptiste Méry part de Jonzac le mardi 26 octobre à huit heures du matin avec soixante-dix francs en poche. Il vient visiter Bordeaux, qu'il ne connaît pas. Il n'a qu'une idée en tête : retrouver Juliette Garnier avec qui, à Jonzac, il avait passé de bons moments. Méry n'ignore rien de sa situation. Il avait déclaré à son ami Flaget « Elle fait ici, la même chose qu'elle faisait chez nous » et selon l'expression de l'époque, « elle a rôti le balai ».
Juliette Garnier flaire le bon coup et donne rendez-vous à Méry sur les Quinconces le jeudi soir 28 entre 22 et 23 heures. Elle lui présente rapidement un certain Jean-Baptiste Pascal, boucher de son état. Aux Quinconces, la fête bat son plein.

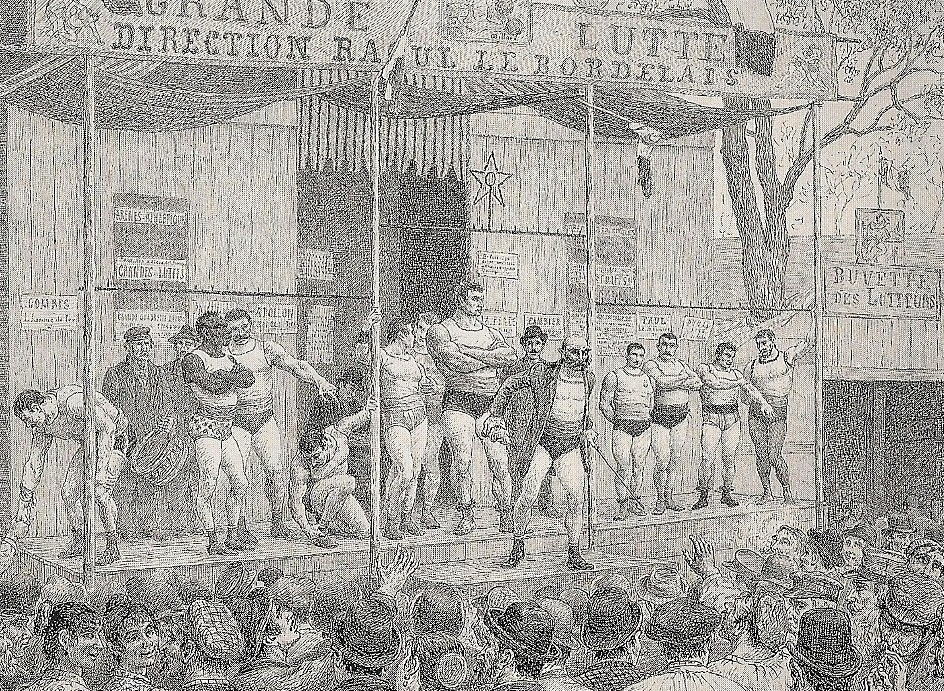
Foire des Quinconces : Raoul le bordelais.

Comme deux amoureux, Méry et Juliette Garnier partent vers la Bastide où se trouvent bistrots et estaminets mal-famés. Ils passent la nuit à l'hôtel du Cheval Blanc. Le lendemain matin, dès 7 heures, ils rejoignent Jean-Baptiste Pascal et un certain Jean Bouchau dit « le Manchot » dans l'auberge de la dame Gindron, rue Durand.
Au cours du repas, le jeune Méry fait le malin et sort quelques pièces d'or de son porte-monnaie pour régler l'addition d'un franc quarante centimes. Les deux autres hommes ont aperçu l'argent. Son sort est scellé. Le Manchot achète des châtaignes à une marchande ambulante et Baptiste Méry parle avec un client de l'auberge, M. Amat. Ces deux personnes seront des témoins importants au procès.
En sortant de l'auberge, Baptiste Méry et Juliette Garnier prennent le chemin de halage qui longe la Garonne vers Lormont, Pascal et Bouchau les suivent. Pour avoir une vue d'ensemble sur la ville de Bordeaux, il faut monter au plateau de Lormont. Méry veut voir d'abord le port et les chantiers, tandis que Pascal, Bouchau et Juliette Garnier montent vers le plateau. Au sommet, Pascal ordonne alors à Juliette Garnier de redescendre et d'appeler Méry. Baptiste Méry entend les cris de la jeune femme et monte le chemin rapidement. Quand il rejoint les deux hommes, le Manchot se jette immédiatement sur lui et le frappe à la tête. Méry s'écroule d'un coup et Pascal l'égorge avec son couteau à virole, de Nontron. Juliette Garnier, terrorisée, crie et s'enfuit prestement à Bordeaux en prenant les gondoles. Elle va faire sa journée de travail dans un débit de boisson à Bacalan.
Les deux hommes, restés seuls, fouillent les poches de Méry et se partagent les quarante francs qui restent.

## Procès
Le procès commence au palais de justice de Bordeaux le lundi 8 mai 1876. Le « crime de Lormont » a un tel retentissement à Bordeaux que pour chaque jour du procès le Palais de justice est assailli d'une foule qui souhaite assister aux débats. Les forces de l'ordre sont nécessaires pour restaurer le calme et sérénité.
Jean Baptiste Pascal a pour avocat M° Lubé-Dejardin. Jean Bouchau est défendu par M. le baron de Brezets et Juliette Garnier par M° Jolivet. Le procureur général est M. de Grabielli.
Le procès est l'occasion pour l'accusation d'apporter de nouvelles informations :
- Le porte-monnaie de Méry est trouvé sur Pascal, ainsi qu'une somme d'argent dont l'homme ne peut justifier l'origine.
- Les vêtements de Pascal et de Juliette Garnier portent les traces d'une boue identique à celle que l'on trouve sur le chemin de Rouquey.
- On apprend également que Juliette Garnier a demandé à un autre de ses amants, le sieur Moreau, de déclarer qu'il avait passé la fameuse nuit avec elle.
- Sa patronne, Madame Duffau, raconte que Juliette Garnier est bien venue le 29, au 110 quai de Bacalan. Ses habits étaient couverts de boue, elle grelottait et se trouvait dans un tel état qu'elle n'avait pu travailler.

Pendant les audiences Juliette Garnier, sous serment, affirme qu'elle n'a rien vu, qu'elle ne connaît pas les deux autres personnes sur le banc. Elle nie avoir connu Méry. Elle assure que son enfant n'est pas de lui. Elle s'exprime vite, dans le langage populaire des bas-fonds qui amuse l'auditoire. Quand elle n'est pas interrogée, elle écoute d'un air distrait et bâille sans cesse. Une autre fois, elle dira qu'elle a bien accompagné les trois hommes, mais qu'elle ignorait tout du sort qui attendait Méry.
Le Manchot est habillé correctement. Il se tient plutôt bien, sa voix est calme, la douceur de son regard étonne. Il nie s'être trouvé à Bordeaux le 29 octobre et évoque comme alibi le fait qu'il a conduit des bœufs de Saint-Loubès à Izon, puis dans le nord Gironde. Les témoins confirment qu'il a effectivement conduit des bœufs, mais pas à la date fatidique.
Pascal, lui, nie tout en permanence, et vigoureusement. Un nommé Birolleau, qui avait déclaré lors de l'instruction qu'il se trouvait avec lui le jour du crime, reconnaît d'avoir menti. Pascal comprend que son témoignage va peser très lourd et le conduire à l'échafaud.
Le sieur Amat est le principal témoin. Il était à l'auberge de la Bastide le matin fatal. Il fournit de nombreux détails qu'il ne peut avoir inventés et décrit avec précision les quatre acteurs du drame et le comportement de chacun.
Le 11 mai, après le réquisitoire du procureur général et les plaidoiries de la défense, le président Gaillard commence son résumé des débats à 15 heures. Le jury se retire et rend sa conclusion à 19 heures. La sentence est prononcée à 19 h 30.

## Verdict
Jean-Baptiste Pascal est condamné à mort. À la lecture du verdict il pousse « des cris de bête fauve ». Il faut le maîtriser puis le porter dans sa cellule où il a une crise de nerfs. Juliette Garnier et Jean Bouchau bénéficient des circonstances atténuantes et sont condamnés aux travaux forcés à perpétuité. Le Manchot, impassible, baisse la tête. Juliette Garnier gémit et clame son innocence.
Au retour dans sa cellule Pascal donnera à son avocat son ultime version : il n'y a pas eu préméditation, c'est bien à l'auberge, quand Méry a ouvert son porte-monnaie, qu'ils ont décidé de le voler. Le Manchot pensait qu'il possédait une forte somme sur lui. Pascal reconnaît son rôle mais maintient que le porte-monnaie était le sien et non celui de Méry.
Dans sa cellule Juliette Garnier tente de se suicider avec un mouchoir, puis elle confirme la version retenue par l'accusation devant les avocats, le directeur de la prison, l'aumônier et la mère supérieure,,.
Le pourvoir en cassation demandé par Jean-Baptiste Pascal et Jean Bouchau est refusé le 17 juin.

### Bagne pour Jean Bouchaut et Juliette Garnier

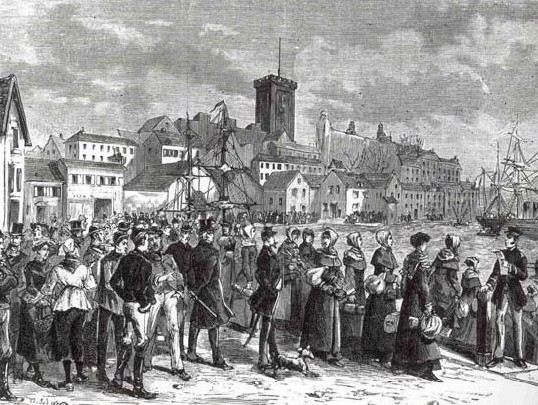
Départ des femmes pour le bagne.

Le Manchot rejoint la citadelle de Saint-Martin-de-Ré. Puis il embarque vers le bagne de Cayenne où les conditions sanitaires sont déplorables. L'espérance de vie moyenne n'y dépasse pas 3 à 5 ans.
Le 20 juin 1876, Juliette Garnier part vers la bagne de la Nouvelle-Calédonie avec cinquante-six autres femmes, sur le bateau Sumroo. Le départ du bateau des bagnardes se fait de l'embarcadère de Lormont.
L'équipage, sous les ordres du capitaine Chenillez, comprend vingt hommes et quatre sœurs de charité. Le voyage dure cinq mois. Les condamnées vivent dans des cases sur l'entrepont. Juliette Garnier arrive en Nouvelle-Calédonie le 9 novembre 1876.
La France a besoin de jeunes femmes pour peupler la colonie. Sur place, elles bénéficient d'un régime moins dur que celui des hommes et vivent dans un couvent pénitencier tenu par les sœurs. Elles sont libérées si elles se marient avec un forçat. Les sœurs se chargent des rencontres.
Juliette Garnier se marie le 7 février 1878 avec Martin Boulaud — un communard condamné pour vol de canons. Ils ont eu un enfant, Justine Boulaud, née le 20 novembre 1878. Le 24 août 1882 Juliette Garnier meurt au Bourail en Nouvelle-Calédonie, à l'âge de 25 ans.

### Exécution de Jean-Baptiste Pascal
Dès le samedi 1er juillet 1876, la date l'exécution est connue. Elle a lieu le lundi 3 juillet au petit matin, place du Repos, proche de l'actuelle place Gaviniès.

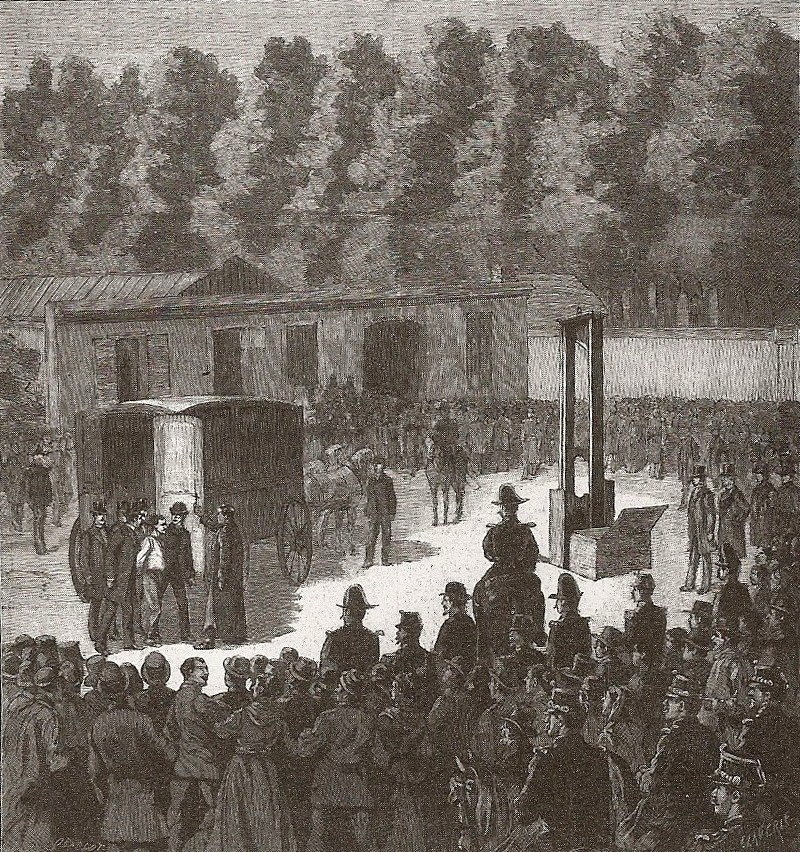
Une exécution place du Repos.

Le bourreau, Nicolas Roch, et ses assistants arrivent à Bordeaux le dimanche soir. Ils descendent dans une auberge du quai des Queyries. Sur le registre des voyageurs il est écrit simplement : « M. Roch, fonctionnaire public et ses employés ».
À partir de minuit 25 000 personnes se dirigent vers la porte Sud du cimetière de la Chartreuse. Tous les toits sont couverts de curieux. Certains même, dit-on, sont perchés sur les cheminées. Il faut débourser deux francs pour s'installer en équilibre sur les tuiles. Les travées se louent cinquante francs. Autour de la place, dans les parties libres de construction, on a rangé des charrettes en cercles. Sur les chaises, des planches sont installées pour accroître le nombre de spectateurs. Dans la nuit noire, éclairée des seuls fanaux, bruissent « les rumeurs vagues et confuses, le bourdonnement de la fourmilière humaine. »

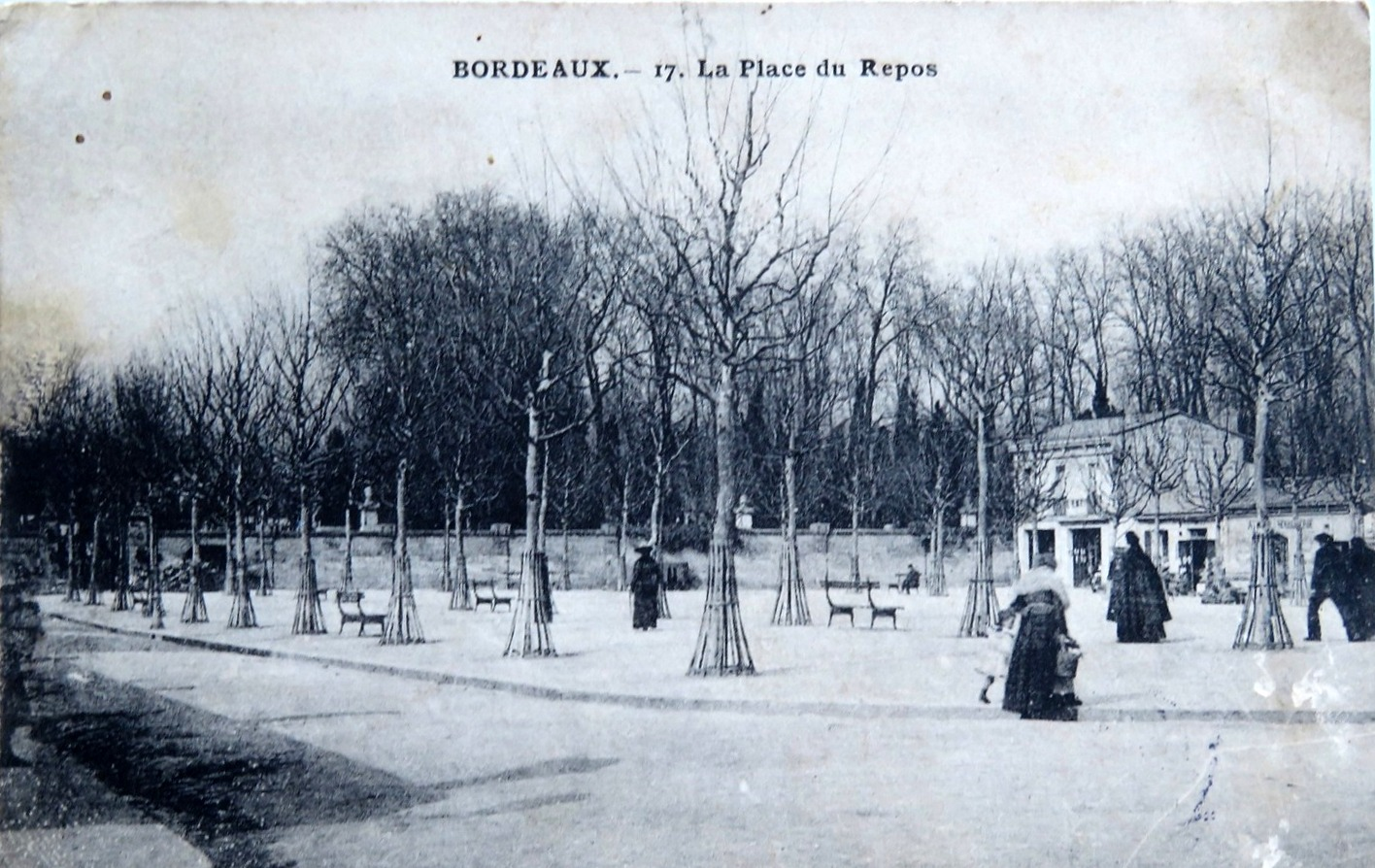
Place du Repos c. 1900.

Jean-Baptiste Pascal est d'une force herculéenne. Les autorités craignent ses réactions qui pourraient compromettre le bon déroulement de l'opération.
Il est réveillé à trois heures et quart. Contrairement aux attentes, il reçoit la nouvelle sans émotion apparente. Il entend la messe, communie puis distribue sa photographie. L'abbé Raymond l'accompagne dans son transfert du fort du Hâ à la place du Repos. Arrivé sur place, Pascal adresse à la foule un curieux « Bonjour, messieurs », puis il embrasse le crucifix, l'aumônier et le bourreau.
Au troisième pas, il est poussé sur la planche. La lame s'abat promptement. La tête tombe dans le panier ; un filet de sang asperge un des aides. Le corps est agité de dernières contractions. Il est quatre heures cinquante du matin. La cérémonie expiatoire est terminée et la foule se disperse.
Après Pascal, trois exécutions auront également lieu place du Repos (Philippe Martinet le 3 juillet 1882, Pierre Forgeaud le 27 juillet 1885 et Gérard Aurusse le 20 octobre 1891). Ensuite, la place deviendra place du Cimetière, puis sera nommée place Gavinies en 1925. Après une longue période de répit, les exécutions reprendront à Bordeaux en 1918, mais au fort du Hâ.

#### Faculté de médecine de Bordeaux
Le cadavre de Jean-Baptiste Pascal est d'abord placé au dépositoire du cimetière de la Chartreuse. Puis, vers 11 h 30, il est envoyé à la Faculté de médecine de Bordeaux où les praticiens pourront faire des études « spéciales », probablement phrénologiques,. Car, échaudé par le refus essuyé, l'année précédente, pour recevoir le corps de Jean Fradon, guillotiné le 2 août 1875, le directeur de l'école avait réclamé celui de Pascal le 27 juin (soit une semaine avant la date prévue pour l'exécution).
La mairie met des conditions, elle exige de récupérer le cadavre aussitôt les expériences achevées. Cette précaution s'avère insuffisante. En effet, dès le 4 juillet, le bruit se propage dans Bordeaux que l'on peut voir le corps de Jean-Baptiste Pascal à l'école de médecine en payant. Pour agrémenter la séance, la tête, dit-on, a été placée entre les jambes.
- De nombreux clients, dont beaucoup de femmes, rejoignent la place de l'école de médecine. C'est l'émeute. La police doit intervenir pour enrayer quelques scènes d'hystérie.
- Un nommé Dallés, marchand de balais, se roule par terre ; une dame Deschamps, marchande de sardines, et un sieur Ballias, marchand d'ornements d'église sont arrêtés.

Devant ces débordements il est convenu de rapatrier le corps, sans tête, de Pascal à la Chartreuse où il est enseveli discrètement.
En 1881, l'inspecteur des cimetières adresse la demande suivante au maire de Bordeaux : « Le creusement des fosses dans le champ commun de la 14e division, va nous faire rencontrer les corps de Fradon et de Pascal. Faut-il les mettre avec ceux de tout le monde ou comme les corps dits verts, au contre bas du sol des fosses afin de ne pas y toucher ? » Réponse laconique — et prudente — du maire : « Au contre bas du sol des fosses... »
Le crâne de Jean-Baptiste Pascal figurait encore aux collections du musée de la Faculté de médecine de Bordeaux en 1913, avec ceux de 13 autres personnes, où il faisait partie d'une étude de phrénologie sur « l'orbite de l'homme criminel ». On perd sa trace à l'occasion du déménagement de la faculté vers le site actuel de Pellegrin, mais il est peut-être toujours dans les réserves du musée d'ethnographie de l'université de Bordeaux.

## Crime de Lormont dans la culture populaire
- Jean Etchepare, chansonnier et auteur basque, a publié trois complaintes en 1876 sur l'air de Fualdès[N 8].

Crime de Lormont. Assassinat de Baptiste Méry, de Jonzac..
Exécution de Jean-Baptiste Pascal.
Le Départ de Juliette et le Manchot.
- Un auteur, sous le pseudonyme de Caracalla, publie un poème : Lettre à un témoin du crime de Lormont[26].

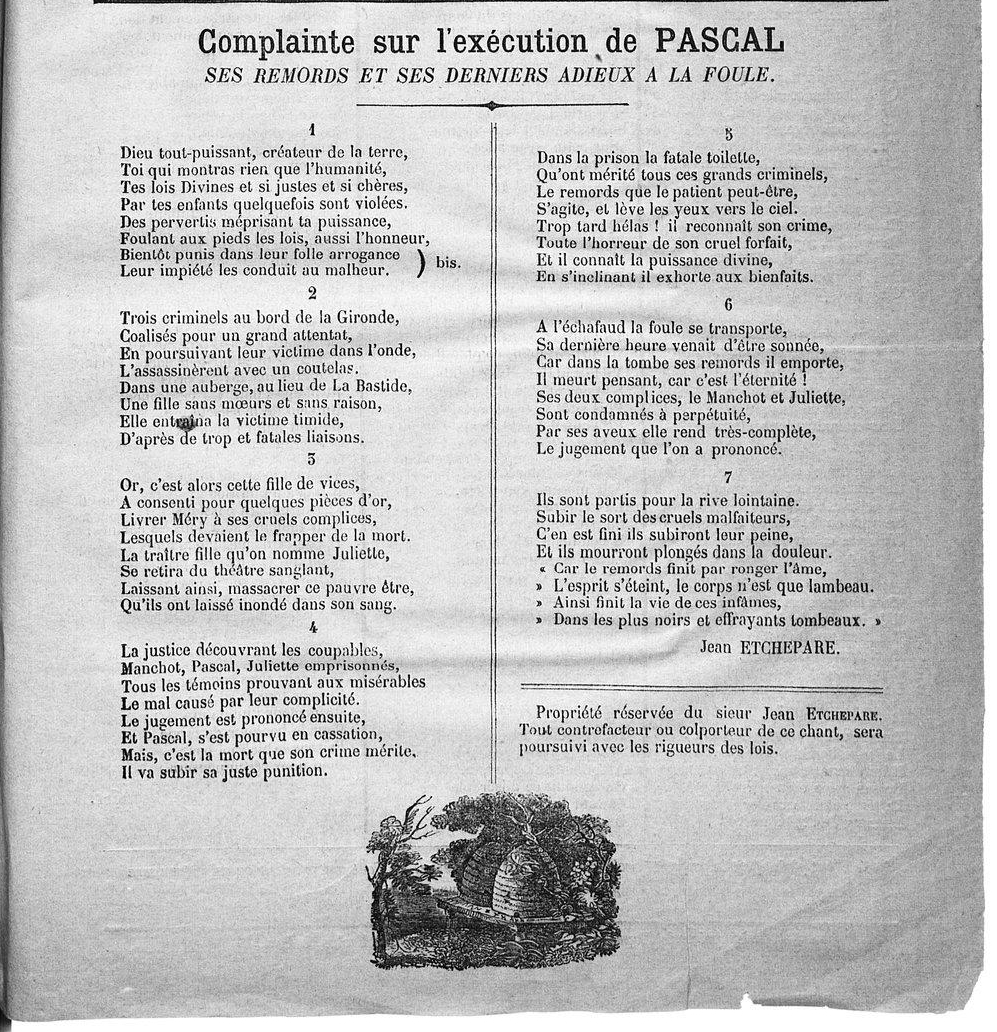
Complainte sur l'exécution de Jean-Baptiste Pascal.
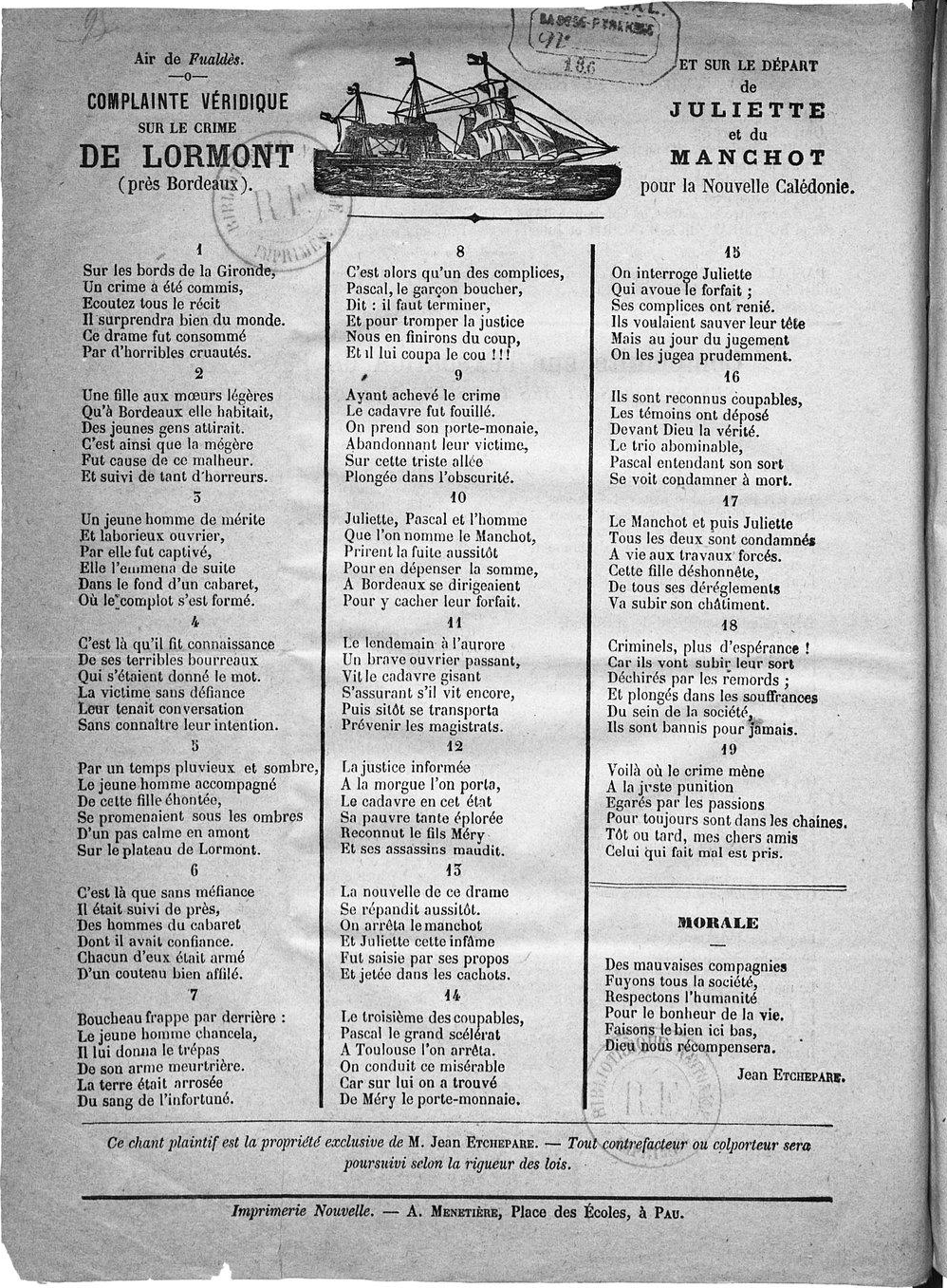
Complainte sur le départ de Juliette et le Manchot.
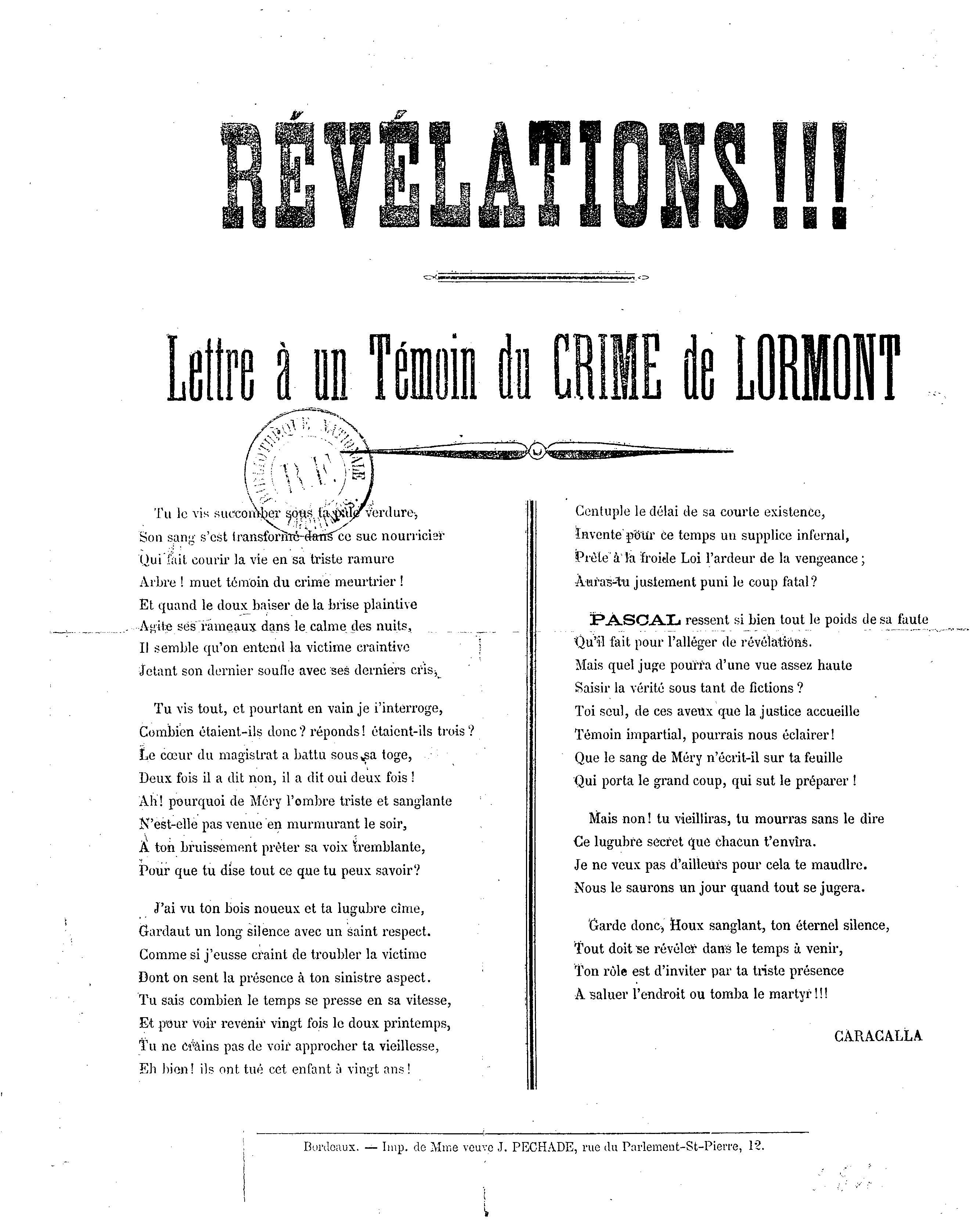
Lettre à un témoin du crime de Lormont.

- En 1897, MM. Paul Berhelot et Claude Roland sont les auteurs de Crime de Lormont, dont la première représentation est prévue le 24 février 1898 au théâtre des Arts à Bordeaux.

Deux sœurs de Juliette Garnier tentent de faire interdire la pièce, car elles estiment, habitant toujours Bordeaux, souffrir d'une préjudice moral certain occasionné par les représentations du drame. Le souvenir de l'affaire de 1876 étant toujours vif à Bordeaux, la salle d'audience est pleine. Les sœurs de Juliette Garnier sont déboutées et la première du drame a lieu le 24 février au théâtre des Arts.
La pièce est un succès ; la dernière représentation a eu lieu le 20 avril 1898.